# Episodi di Keroro (settima stagione)
La settima stagione della serie anime Keroro comprende 51 episodi, è andata in onda in Giappone dal 3 aprile 2010 al 4 aprile 2011 su TV Tokyo. In Italia è inedita.

## Lista episodi
| Nº  | Giapponese 「Kanji」 - Rōmaji - Traduzione letterale | In onda                    | In onda  |
| Nº  | Giapponese 「Kanji」 - Rōmaji - Traduzione letterale | Giapponese                 | Italiano |
| 308 | 「ケロロ 第三惑星の悪夢」 - Keroro daisan wakusei no akumu – "Keroro, incubo sul terzo pianeta!"「ケロロ 夜のケロロ軍曹」 - Keroro yoru no keroro gunsou – "Sergente Keroro della notte"                                           | 3-4 aprile 2010            | —        |
| 309 | 「ギロロ ペコポン侵略開始！」 - Giroro pekopon shinryaku kaishi ! – "Giroro, inizio invasione Pekopon"「ギロロ＆夏美 携帯メール作戦」 - Giroro & natsumi keitai meuru sakusen – "Giroro e Natsumi, operazione e-mail su cellulare" | 10-11 aprile 2010          | —        |
| 310 | 「タママ お菓子の王国」 - Tamama o kashi no oukoku – "Tamama, re dei dolci"「桃華 お世話になります」 - Momo hana o sewa ninarimasu – "Momoka, io apprezzo la tua gentilezza"                                                       | 17-18 aprile 2010          | —        |
| 311 | 「クルル 侵略ははじまっている」 - Kururu shinryaku hahajimatteiru – "Kururu, l'invasione ha inizio"「ケロロ ケロいい話！」 - Keroro kero ii hanashi ! – "Keroro, una buona storia"                                                 | 24-25 aprile 2010          | —        |
| 312 | 「ドロロ 侵略こそ我が使命!」 - Dororo shinryaku koso waga shimei ! – "Dororo, l'invasione è mia missione"「小雪 のヒ・ミ・ツ…。」 - Koyuki no hi . mi . tsu .... – "Il segreto di Koyuki"                                          | 1º-2 maggio 2010           | —        |
| 313 | 「ケロロ 侵略達成翌日」 - Keroro shinryaku tassei yokujitsu – "Keroro, invasione realizzata il giorno dopo"「秋 侵略者になる」 - Aki shinryakusha ninaru – "Aki, comincia ad invadere"                                             | 8-9 maggio 2010            | —        |
| 314 | 「ケロロ 裸の侵略者」 - Keroro hadaka no shinryakusha「夏美＆サブロー 昼休みの空」 - Natsumi & saburou hiru yasumi no sora | 15-16 maggio 2010          | —        |
| 315 | 「ケロロ 楽しい園芸」 - Keroro tanoshi i engei「冬樹 いつかの影ふみ」 - Fuyuki itsuka no kage fumi | 22-23 maggio 2010          | —        |
| 316 | 「桃華 私は軍曹？」 - Momo hana watashi wa gunsou ?「ケロロ 宇宙からの侵略者作戦」 - Keroro uchuu kara no shinryakusha sakusen | 29-30 maggio 2010          | —        |
| 317 | 「ケロロ ヴァイパーを捜せ !」 - Keroro vaipa o sagase !「ギロロ 天袋の中の戦士」 - Giroro ten fukuro no naka no senshi | 5-6 giugno 2010            | —        |
| 318 | 「ドロロ 仮面の男」 - Dororo kamen no otoko「モア 黒い来訪者」 - Moa kuroi raihousha | 12-13 giugno 2010          | —        |
| 319 | 「モア 天才ハッカー？」 - Moa tensai hakkaa?「クルル 小さな古時計」 - Kururu chiisa na furudokei | 19-20 giugno 2010          | —        |
| 320 | 「夏美 憧れの侵略者!」 - Natsumi akogare no shinryakusha!「プルル 六月の花嫁!?」 - Pururu rokugatsu no hanayome!? | 26-27 giugno 2010          | —        |
| 321 | 「ケロロ 古きに学べ」 - Keroro furuki ni manabe – "Chibi Kero vs. Chibi Fuyuki"「夏美 優しさは罪」 - Natsumi yasashi saha tsumi | 3-4 luglio 2010            | —        |
| 322 | 「タママ 先輩はつらいよ であります」 - Tamama Senpai wa Tsurai yo de Arimasu「夏美 僕たち男の子！ であります」 - Natsumi Bokutachi Otokonoko! de Arimasu                                                                           | 10-11 luglio 2010          | —        |
| 323 | 「ケロロ 宇宙お留守番長降臨」 - Keroro uchuu o rusuban chou kourin「夏美 戦場カメラマン大訓練！」 - Natsumi senjou kameraman dai kunren !                                                                                          | 17-24 luglio 2010          | —        |
| 324 | 「夏美 押すな！」 - Natsumi osu na !「ケロロ 侵略者度チェック」 - Keroro shinryakusha do chiekku | 24-25 luglio 2010          | —        |
| 325 | 「ケロロ バージョンアップモデル」 - Keroro baajon'appumoderu「ケロロ お化粧するは我にあり」 - Keroro o keshou suruha ware niari | 31 luglio - 1º agosto 2010 | —        |
| 326 | 「ちびケロ あの夏の花火」 - Chibi kero ano natsu no hanabi「ケロロ 水着美女コンテスト！」 - Keroro mizugi bijo kontesuto ! | 7-8 agosto 2010            | —        |
| 327 | 「ケロロ 正義の味方！」 - Keroro seigi no mikata !「ケロロ あっという間の侵略！」 - Keroro attoiu mano shinryaku ! | 14-15 agosto 2010          | —        |
| 328 | 「桃華 普通にしやがれ！」 - Momo hana futsuu nishiyagare !「ポール の休日」 - Pouru no kyuujitsu | 21-22 agosto 2010          | —        |
| 329 | 「冬樹 気になる！」 - Fuyuki kini naru !「夏美 海は広いな大きいな」 - Natsumi umi wa hiroi na ooki ina | 28-29 agosto 2010          | —        |
| 330 | 「556 史上最凶の相棒」 - 556 shijou sai kyou no aibou「小雪 初めてのカレー」 - Koyuki hajimete no kareu | 4-5 settembre 2010         | —        |
| 331 | 「夏美 怒ってはいけない一週間」 - Natsumi ikatte haikenai isshuukan「ケロロ 侵略はベツバラ？」 - Keroro shinryaku wa betsubara ?                                                                                                   | 11-12 settembre 2010       | —        |
| 332 | 「冬樹 蝶人出現？」 - Fuyuki chou hitode gen ?「ギロロ 招かれざる客」 - Giroro maneka rezaru kyaku | 18-19 settembre 2010       | —        |
| 333 | 「桃華 星空の気持ち」 - Momo hana hoshizora no kimochi「ケロロ 福毛ちゃん」 - Keroro fuku ke chan | 25-26 settembre 2010       | —        |
| 334 | 「ケロロ 激突☆暴輪具（スタアボウリング）大会」 - Keroro gekitotsu ☆ bou wa gu ( sutaabouringu ) taikai「ケロロ 我輩、超決断計画!?」 - Keroro wagahai, chou ketsudan keikaku !?                                                     | 2-3 ottobre 2010           | —        |
| 335 | 「ケロロ 隊長代理ロボ出動！」 - Keroro taichou dairi robo shutsudou !「ケロロ 月は豪華だ！」 - Keroro gatsu wa gouka da ! | 9-10 ottobre 2010          | —        |
| 336 | 「ドロロ 忍び寄る影」 - Dororo shinobi yoru kage「夏美 日向家建物探訪」 - Natsumi hyuuga ie tatemono tanbou | 16-17 ottobre 2010         | —        |
| 337 | 「ケロロ アルジャナイノンに花束を」 - Keroro arujanainon ni hanataba wo「ギロロ Oh!モウギュウ」 - Giroro Oh! mougyuu | 23-24 ottobre 2010         | —        |
| 338 | 「小雪 ハロウィンの日に」 - Koyuki harouin no nichi ni「小雪VSアリサ 深海の決闘」 - Koyuki VS arisa shinkai no kettou | 30-31 ottobre 2010         | —        |
| 339 | 「ケロロ 恐怖の赤信号」 - Keroro kyoufu no akashingou「ケロロ 侵略プラスマイナス」 - Keroro shinryaku purasumainasu | 6-7 novembre 2010          | —        |
| 340 | 「秋 本当のラーメン」 - Akimoto tou no raamen「ジョリリ 偽りのラーメン」 - Yoriri itsuwari no raamen | 13-14 novembre 2010        | —        |
| 341 | 「ケロロ トイレでサバイバル」 - Keroro toire de sabaibaru「ケロロ 対ギロロ対タママ対ドロロ」 - Keroro tsui giroro tsui tamama tsui dororo                                                                                          | 20-21 novembre 2010        | —        |
| 342 | 「ケロロ 誕生！新必殺技！」 - Keroro tanjou ! shin hissatsu waza !「夏美 ツツヌケ」 - Natsumi tsutsunuke | 27-28 novembre 2010        | —        |
| 343 | 「556 宇宙刑事だっ！」 - 556 uchuu keiji datsu !「ラビー におまかせ」 - Rabii niomakase | 4-5 dicembre 2010          | —        |
| 344 | 「プルル めぐり愛ペコポン」 - Pururu meguri ai pekopon「アリサ＆桃華 女の戦い」 - Arisa & Momo hana onna no tatakai | 11-12 dicembre 2010        | —        |
| 345 | 「ケロロVSギロロ 氷雨の中の決闘！」 - Keroro VS Giroro hisame no naka no kettou !「ケロロ小隊 大忘年会」 - Keroro shoutai daibounenkai                                                                                             | 18-19 dicembre 2010        | —        |
| 346 | 「ケロロ ボツ作戦大作戦」 - Keroro botsu sakusen daisakusen「ケロロ 拝啓、夏美殿」 - Keroro haikei , Natsumi dono | 8-9 gennaio 2011           | —        |
| 347 | 「ケロロ 侵略者のオーラ」 - Keroro shinryakusha no oura「ドロロ ん？タママ君」 - Dororon ? tamama kun | 15-16 gennaio 2011         | —        |
| 348 | 「冬樹 誕生！ジャージマン冬樹」 - Fuyuki tanjou ! jaajiman fuyuki「ケロロ 素敵なのど飴 でありまちんぴょろ」 - Keroro suteki na no do ame dearimachinpyoro                                                                          | 22-23 gennaio 2011         | —        |
| 349 | 「ケロロ 日常を侵略せよ」 - Keroro nichijou o shinryaku seyo「ケロロ リセット万歳」 - Keroro risetto banzai | 29-30 gennaio 2011         | —        |
| 350 | 「モア オジサマ奮闘記」 - Moa ojisama funtouki「秋VSネコ 異種格闘技戦！」 - Aki VS neko ishukakutougisen! | 5-6 febbraio 2011          | —        |
| 351 | 「こんどはゲロゲロ15分」 - Kondoha gerogero 15 fun「ギロロ 見せてくれ！」 - Giroro mise tekure ! | 12-13 febbraio 2011        | —        |
| 352 | 「ナベベ 闇鍋奉行！」 - Nabebe yaminabe bugyou !「夏美 623の正体」 - Natsumi 623 no shoutai | 19-20 febbraio 2011        | —        |
| 353 | 「幽霊ちゃん 私 成仏します」 - Yuurei chan watashi joubutsu shimasu「ギロロ 夢見る頃を過ぎても」 - Giroro yumemi ru goro o sugi temo                                                                                               | 26-27 febbraio 2011        | —        |
| 354 | 「ケロロ 未来からの訪問者」 - Keroro mirai kara no houmonsha「623 ラジオスターの悲劇」 - 623 rajiosutaa no higeki | 5-6 marzo 2011             | —        |
| 355 | 「桜華 引退！」 - Sakura hana intai !「ケロロ 君は生き残ることができるか」 - Keroro kun wa ikinokoru kotogadekiruka | 13 marzo 2011              | —        |
| 356 | 「ケロロ小隊 真ドラゴンウォリアーズ」 - Keroro shoutai makoto doragon'uoriaazu「モア もうひとりへの春」 - Moa mouhitori e no haru                                                                                                  | 26-27 marzo 2011           | —        |
| 357 | 「日向家 春、帰還 であります」 - Hyuuga ie haru, kikan | 2 aprile 2011              | —        |
| 358 | 「ケロロ 世界のケロロ軍曹 であります」「ケロロ ケロン軍式遠足大公開! であります」 | 3 aprile 2011              | —        |